# Bulbilopycnis caffra
Bulbilopycnis caffra är en svampart som beskrevs av Matsush. 1996. Bulbilopycnis caffra ingår i släktet Bulbilopycnis, divisionen sporsäcksvampar och riket svampar.   Inga underarter finns listade i Catalogue of Life.